# Тутуколь
Тутуколь (каз. Тұтыкөл) — озеро в Мендыкаринском районе Костанайской области Казахстана. Находится в 12 км к северо-западу от села Красная Пресня и в 1 км к северо-востоку села Лоба.
По данным топографической съёмки 1958 года, площадь поверхности озера составляет 1,8 км². Наибольшая длина озера — 1,9 км, наибольшая ширина — 1,3 км. Длина береговой линии составляет 5,4 км, развитие береговой линии — 1,12. Озеро расположено на высоте 90,7 м над уровнем моря.